# Louis Théodore Gouvy

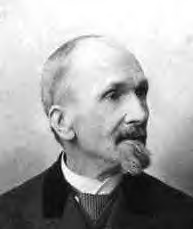
Louis Théodore Gouvy

Louis Théodore Gouvy, född 3 juli 1819 nära Saarbrücken, död 21 april 1898 i Leipzig, var en fransk/tysk tonsättare.
Gouvy studerade kontrapunkt för Antoine Elwart i Paris och lärde på en resa 1843 känna musiklivet i Tyskland, där särskilt Felix Mendelssohns musik gjorde stort intryck på honom. Efter återkomsten till Paris komponerade han en symfoni och två ouvertyrer. Dessa arbeten väckte bifall och följdes av många andra liknande sånger, körer och en stor mängd kammarmusik.

## Verk (i urval)
- Messe de requiem
- Stabat mäter
- Golgatha
- Asléga
- Elektra (1888)
- Polyxena (1896)
- 7 symfonier